# Macario Sakay

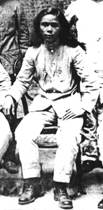
Macario Sacay

Macario Sakay (Manilla, 1870 - aldaar, 13 september 1907) was een Filipijns onafhankelijkheidsstrijder. Sakay vocht ook na het officiële einde van de Filipijns-Amerikaanse Oorlog nog door tegen de Verenigde Staten en wordt hierdoor door historici wisselend aangeduid als patriot of bandiet.

## Biografie
Macario Sakau werd geboren in Tondo in de Filipijnse hoofdstad Manilla. Hij was kleermaker, kapper en acteur in zogenaamde moro-moro-toneelstukken voor hij zich in 1894 met Emilio Jacinto aansloot bij de revolutionaire beweging Katipunan. Na de uitbraak van de Filipijnse revolutie vocht hij onder Andres Bonifacio tegen de Spanjaarden. Ook na de gevangenname van Emilio Aguinaldo bleef hij zich tegen Verenigde Staten, de nieuwe kolonisator, verzetten totdat ook hij gevangengenomen werd. In 1902 werd hem amnestie verleend.
Kort daarop trok hij met diverse andere onafhankelijkheidsstrijders de bergen in en riep de Tagalog republiek uit. Er werd een grondwet geschreven en Sakay werd verkozen tot president. Sakay en zijn rebellengroep genoten veel steun van de lokale bevolking in Laguna, Cavite en Batangas. Hij vormde een van de grootste bedreigingen voor de Amerikaanse koloniale macht in de Filipijnen. Vanaf 1904 voerde hij met zijn mannen aanvallen uit op de Amerikanen. Na enige tijd werd een grote troepenmacht van tussen de 2500 en 3000 manschappen opgezet om hem en zijn groepering aan te pakken.
Nadat al vanaf 1905 onderhandeld was over zijn overgave, gaven hij en zijn manschappen zich uiteindelijk op 14 juli 1906 over. Ondanks de belofte van amnestie werd hij door rechter Ignacio Villamor wegens rebellie veroordeeld tot de doodstraf door ophanging. Sakay ging in beroep, maar het vonnis werd door het Hooggerechtshof van de Filipijnen niet veranderd. Op 13 september 1907 vier dagen voor de eerste verkiezingen voor het Filipijnse Assemblee, werd het vonnis in Bilibid Prison voltrokken.

## Bron
- Spencer C. Tucker, The Encyclopedia of the Spanish-American and Philippine-American Wars, ABC-Clio, Santa Barbera (2009)
- Artemio R. Guillermo, Historical Dictionary of the Philippines, 3rd edition, The Scarecrow Press, Inc., Lanham (2012)